# حملة حرر الحلمة
حرر الحلمة، هو فيلم طويل أمريكي كوميدي، من إخراج لينا اسكو وكتبه هنتر ريتشاردز. بدأت لينا اسكو حملة «حرر الحلمة» بعد إطلاق فيلمها بقليل. تتناول الحملة المحرمات الاجتماعية حيث هدفت لينا من الفيلم لفت انتباه الرأي العام إلى مسألة المساواة بين الجنسين وتشجيع الحوار حول تفخيم أمريكا للإرهاب وقمع الحياة الجنسية تدعم الحملة جسم الأنثى ومساواته بجسم الرجل والتمكين من خلال العمل الاجتماعي لوقف قمع جسد الأنثى وقوانين الرقابة القديمة. الفيلم من بطولة كايسي لابو ومونيك كولمان وزاك غرينير ولينا اسكو وغريفين نيومان ولولا كيركي في مرحلة ما بعد الإنتاج في شهر شباط (فبراير) 2014، اختارت based WTFilms الفيلم لتوزيعه في باريس-.
حملة «حرر الحلمة» هي حركة ترتكز على المعاير المزدوجه بين الرجل والمرءة وهدفها المساواة بينهما فيما يتعلق بالرقابة على ثدي الإناث والتي كتبها الناشطة والمخرجة لينا اسكو.الحملة لا تهدف على تعرية النساء صدورهم في جميع الأوقات وانما تسعى إلى تجريد المجتمع من توجهاتها الجنسية واضطهادالجزءالعلوي من الجسم الإناث، ومعالجة النفاق والتناقضات في الثقافة الأميركية والنظم القانونية.

## وصلات خارجية
- الموقع الرسمي
- حملة حرر الحلمة على موقع IMDb (الإنجليزية)
- حملة حرر الحلمة على موقع ميتاكريتيك (الإنجليزية)
- حملة حرر الحلمة على موقع روتن توميتوز (الإنجليزية)
- حملة حرر الحلمة على موقع ألو سيني (الفرنسية)
- حملة حرر الحلمة على موقع Turner Classic Movies (الإنجليزية)
- حملة حرر الحلمة على موقع أول موفي (الإنجليزية)
- حملة حرر الحلمة على موقع فيلمافينيتي (الإسبانية)
- حملة حرر الحلمة على موقع قاعدة بيانات الفيلم (الإنجليزية)
- حملة حرر الحلمة على موقع ليتربوكسد (الإنجليزية)
- حملة حرر الحلمة على موقع كينوبويسك (الروسية)